# Eugène Farcy
Pour les articles homonymes, voir Farcy.
Eugène Jérôme Farcy, dit Eugène Farcy, né le 20 mars 1830 à Passy (Seine) et mort le 26 février 1910 à Paris, est un officier de marine, inventeur pendant le Second Empire puis homme politique boulangiste sous la Troisième République.

## Biographie
Embarqué à 9 ans sur un navire-école, il est victime d'un naufrage au large de Valparaiso. Il entre à l'École navale en 1845. Enseigne (1851), il invente l'année suivante un indicateur à sonneries utile pour la transmission des signaux dans les soutes.
Lieutenant de vaisseau (1859), il conçoit un moteur à nageoires. En 1862, il invente une canonnière-cuirassée puis en 1863 une sorte d'hélice-gouvernail. En 1866, il perfectionne aussi le fusil Chassepot.
Après la création de la canonnière qui porte son nom (1869) et qui sera utilisée au Tonkin sous Napoléon III, il est promu capitaine de frégate en 1873, année où il prend sa retraite militaire.

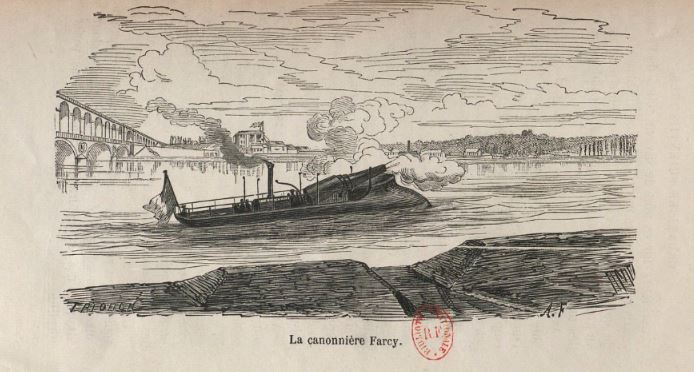
La canonnière Farcy

Il est député de la Seine de 1871 à 1893, siégeant au groupe de l'Union républicaine, puis à la Gauche radicale. Il est l'un des 363 qui refusent la confiance au gouvernement de Broglie, le 16 mai 1877.
En 1884, avec Jules Gévelot, il dirigea les efforts visant à réformer la législation sur le contrôle et les exportations d'armements afin de libéraliser le marché et d'autoriser les entreprises militaro-industrielles privées. La loi adoptée en août 1885, maintenant connue sous le nom de loi Farcy, n'a pas atteint la déréglementation presque complète préconisée par le projet initial, les préoccupations concernant la sécurité et l'ordre public (en particulier en ce qui concerne la possession privée d'armes à feu et de munitions chargées) conduisant à une approche plus modérée.
En 1888, il rejoint les boulangistes. Battu en 1893, il quitte la vie politique.
Il est inhumé au cimetière de Passy (6e division).
Jules Verne le mentionne dans Vingt Mille Lieues sous les mers (partie 1, chapitre XV).

## Sources
- « Eugène Farcy », dans Adolphe Robert et Gaston Cougny, Dictionnaire des parlementaires français, Edgar Bourloton, 1889-1891 [détail de l’édition]
- « Eugène Farcy », dans le Dictionnaire des parlementaires français (1889-1940), sous la direction de Jean Jolly, PUF, 1960 [détail de l’édition]